# ايال بوديلل
ايال بوديلل (بالإنجليزية: Eyal Podell)‏ هو ممثل إسرائيل وأمريكي، ولد في 11 نوفمبر 1975 في إسرائيل.

## أعمال

### أفلام
- (1999) المطلع[2]
- (1999) بحر أزرق عميق[3]
- (2001) خلف خطوط العدو[4]

### مسلسلات
- آلي مكبيل
- جاغ
- التحقيق في موقع الجريمة
- نيويورك
- هاوس

## وصلات خارجية
- ايال بوديلل على موقع IMDb (الإنجليزية)
- ايال بوديلل على موقع ألو سيني (الفرنسية)
- ايال بوديلل على موقع أول موفي (الإنجليزية)
- ايال بوديلل على موقع قاعدة بيانات الأفلام السويدية (السويدية)
- ايال بوديلل على موقع قاعدة بيانات الفيلم (الإنجليزية)
- ايال بوديلل على موقع كينوبويسك (الروسية)